# Roscoe Lockwood
Roscoe Conkling Lockwood, född 22 november 1875 i Upper Pittsgrove, död 24 november 1960 i Moorestown, var en amerikansk roddare.
Lockwood blev olympisk guldmedaljör i åtta med styrman vid sommarspelen 1900 i Paris.